# Chung kết Cúp C1 châu Âu 1981
Trận chung kết Cúp C1 châu Âu năm 1981 là trận chung kết thứ hai mươi sáu của Cúp các đội vô địch bóng đá quốc gia châu Âu, ngày nay là UEFA Champions League. Đây là trận đấu giữa Liverpool F.C. của Anh và Real Madrid của Tây Ban Nha trên Sân vận động Công viên các Hoàng tử, Paris vào ngày 27 tháng 5 năm 1981. Với bàn thắng duy nhất của Alan Kennedy ở phút thứ 82, Liverpool lần thứ ba giành Cúp C1 châu Âu.

## Chi tiết trận đấu
| Liverpool      | 1–0        | Real Madrid |
| -------------- | ---------- | ----------- |
| A. Kennedy 82' | (Chi tiết) |             |

| Liverpool | Real Madrid |

| LIVERPOOL:       |    |                    |          |     |
|                  |    |                    |          |     |
| TM               | 1  | Ray Clemence       |          |     |
| RB               | 2  | Phil Neal          |          |     |
| LB               | 3  | Alan Kennedy       |          |     |
| CB               | 4  | Phil Thompson (ĐT) |          |     |
| TV               | 5  | Ray Kennedy        | Thẻ vàng |     |
| CB               | 6  | Alan Hansen        |          |     |
| TĐ               | 7  | Kenny Dalglish     |          | 87' |
| TV               | 8  | Sammy Lee          |          |     |
| TĐ               | 9  | David Johnson      |          |     |
| TV               | 10 | Terry McDermott    |          |     |
| TV               | 11 | Graeme Souness     |          |     |
| Dự bị:           |    |                    |          |     |
| TV               | 12 | Jimmy Case         |          | 87' |
| TM               | 13 | Steve Ogrizovic    |          |     |
| HV               | 14 | Colin Irwin        |          |     |
| HV               | 15 | Richard Money      |          |     |
| TĐ               | 16 | Howard Gayle       |          |     |
| Huấn luyện viên: |    |                    |          |     |
| Bob Paisley      |    |                    |          |     |

| REAL MADRID:     |    |                        |          |     |
|                  |    |                        |          |     |
| TM               | 1  | Agustín Rodríguez      |          |     |
| HV               | 2  | Rafael García Cortés   |          | 87' |
| HV               | 3  | José Antonio Camacho   |          |     |
| TV               | 4  | Uli Stielike           | Thẻ vàng |     |
| HV               | 5  | Andrés Sabido          |          |     |
| TV               | 6  | Vicente del Bosque     |          |     |
| TĐ               | 7  | Juanito                |          |     |
| TV               | 8  | Ángel de los Santos    |          |     |
| TĐ               | 9  | Carlos Santillana      |          |     |
| HV               | 10 | Antonio García Navajas |          |     |
| TĐ               | 11 | Laurie Cunningham      |          |     |
| Dự bị:           |    |                        |          |     |
| TV               | 16 | Francisco Pineda       |          | 87' |
| Huấn luyện viên: |    |                        |          |     |
| Vujadin Boškov   |    |                        |          |     |